# Szymon Schreiber

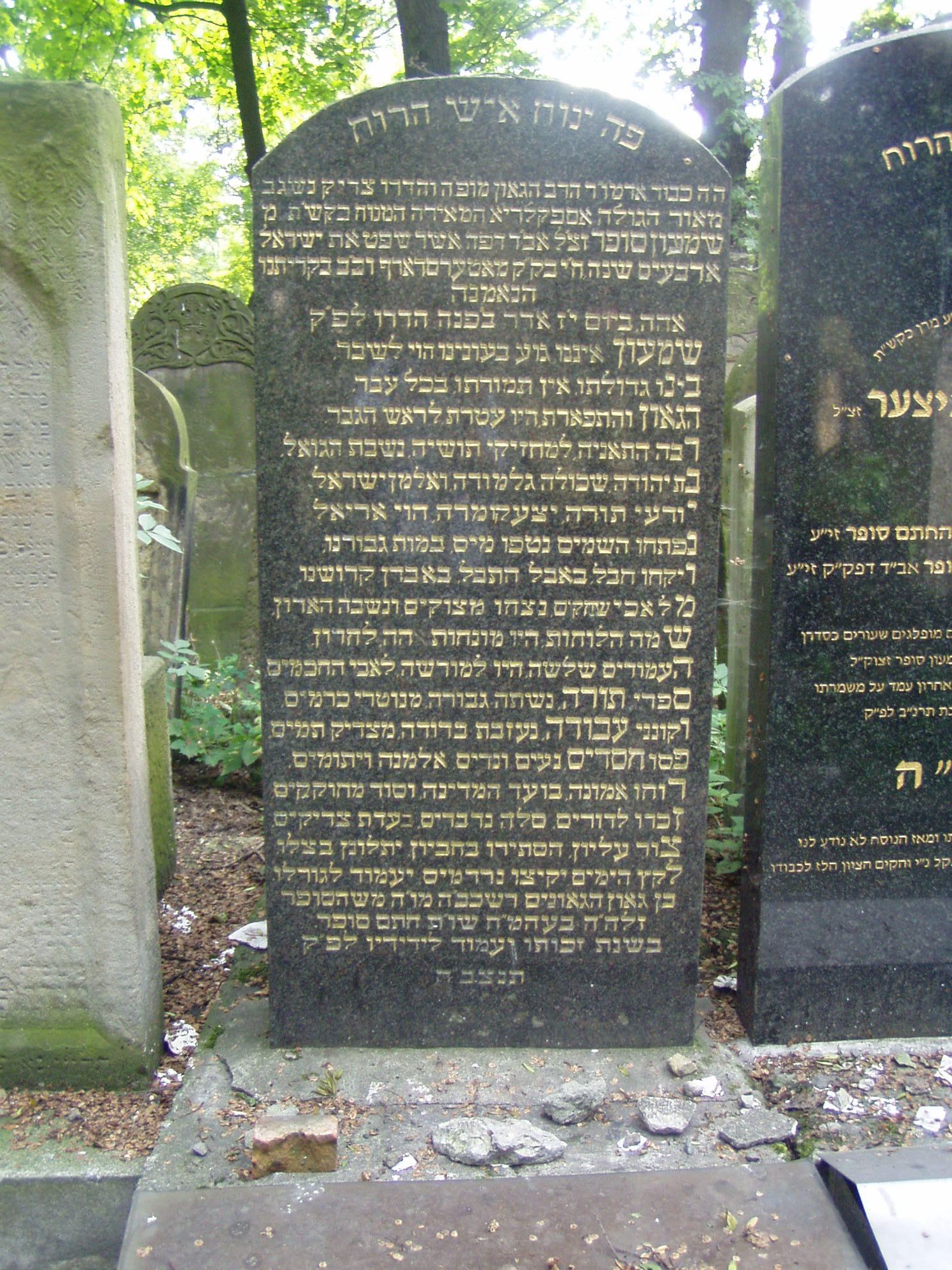
Grób Szymona Schreibera na nowym cmentarzu żydowskim w Krakowie

Szymon Schreiber, hebr. שמעון סופר (ur. 19 grudnia 1820 w Presburgu, zm. 26 marca 1883 w Krakowie) – polski rabin, w latach 1861–1883 rabin Krakowa.
Był synem Mosze Schreibera (1762–1839), zwanego Chatam Sofer i jego drugiej żony Sary (1790–1832), córki Akiwy Egera. Dziadek Szymona Schreibera Samuel był nauczycielem w Krakowie, potem rabinem we Frankfurcie nad Menem. W 1848 został rabinem w Mattersdorfie, a w 1861 w Krakowie. Był jednym z pierwszych ortodoksyjnych rabinów, który brał udział w życiu publicznym. Założył partię Machsike Hadas (z hebr. Wzmocnienie religii). 
W lipcu 1879 został wybrany do parlamentu w Wiedniu VI kadencji z okręgu Kołomyja – Buczacz – Śniatyn. Rywalizował z Wilhelmem Leżańskim, doktorem prawa, c. k. prokuratorem w Kołomyi; na głosujących 2369 osób uzyskał 1443 głosy.
Jego książki dotyczące żydowskiej tradycji wydane zostały w latach 1952–1955 w dwóch tomach pt. Miktaw Sofer.
Zmarł w Krakowie. Pochowany jest na nowym cmentarzu żydowskim przy  ulicy Miodowej. Jego siostrzeńcem i zarazem zięciem był Akiba Kornitzer (1838–1892).